# Ricardo Riestra
Ricardo Riestra (fl. XX secolo) è stato un arbitro di calcio argentino.

## Carriera
Nel campionato 1927 esordì nella massima serie argentina, dirigendo Estudiantes-Excursionistas il 17 aprile, giorno del 5º turno di incontri. Durante quel torneo fu impiegato spesso dalla Federazione, così come accadde nella Primera División 1928, in cui debuttò alla 1ª giornata durante Club Almagro-Estudiantes. Nel Concurso Estímulo 1929 fece parte del gruppo di arbitri che diresse il primo turno: gli fu assegnata la gara Colegiales-Gimnasia La Plata. Nel corso della Primera División 1930 debuttò nuovamente nel turno iniziale, durante il quale diresse Vélez Sarsfield-Chacarita Juniors. Prese parte, poi, alla Primera División 1931, la prima edizione professionistica del campionato argentino, organizzata dalla Liga Argentina de Football. In tale competizione diresse per la prima volta il 4 giugno 1931, al 2º turno, arbitrando Gimnasia La Plata-Boca Juniors; al termine del campionato contò 19 presenze. Continuò l'attività a livello nazionale almeno fino al 1945.